# Clytus melaenus
Clytus melaenus là một loài bọ cánh cứng trong họ Cerambycidae.